# F.L.Y.
F.L.Y. — латвійський поп-гурт, створений спеціально для участі в Євробаченні, що проходив у Ризі.  
2002 року культовий латвійський композитор Мартіньш Фрейманіс запропонував створити окремий гурт для виступу на конкурсі Євробачення, який би складали відомі співаки, що у звичних умовах мали б конкурувати між собою. Про створення гурту Фрейманіс домовився з двома поп-виконавцями — Лаурісом Рейніксом та Яною Кей. Перші літери імен співаків стали назвою нового гурту — F.L.Y., тож він став фактом латвійської сцени і взяв участь у конкурсі Євробачення 2003.
На Євробаченні гурт представив пісню "Hello From Mars", яка посіла 24 місце у фіналі конкурсу. Незважаючи на низький результат, пісня здобула визнання серед шанувальників і стала хітом у Латвії. Після участі в конкурсі гурт продовжив творчу діяльність і випустив декілька пісень, однак невдовзі учасники повернулися до власних сольних проєктів.
Це була свідома кооперація успішних співаків для прикладної мети — результативний виступ на Євробаченні. Бо всі вони мали успішні сольні кар'єри, при чому Фрейманіс мав цілих три альбоми з гуртом Тумса.
Однак після виступу на Євробаченні гурт не забажав згортати свою діяльність і почав продукувати нові оригінальні пісні. Остаточно гурт припинив існування 2005.
27 січня 2011 року Мартіньш Фрейманіс помер у лікарні в Ризі від ускладнень, викликаних інфекцією грипу А.